# منافسة نهاية الأسبوع للشركات الناشئة

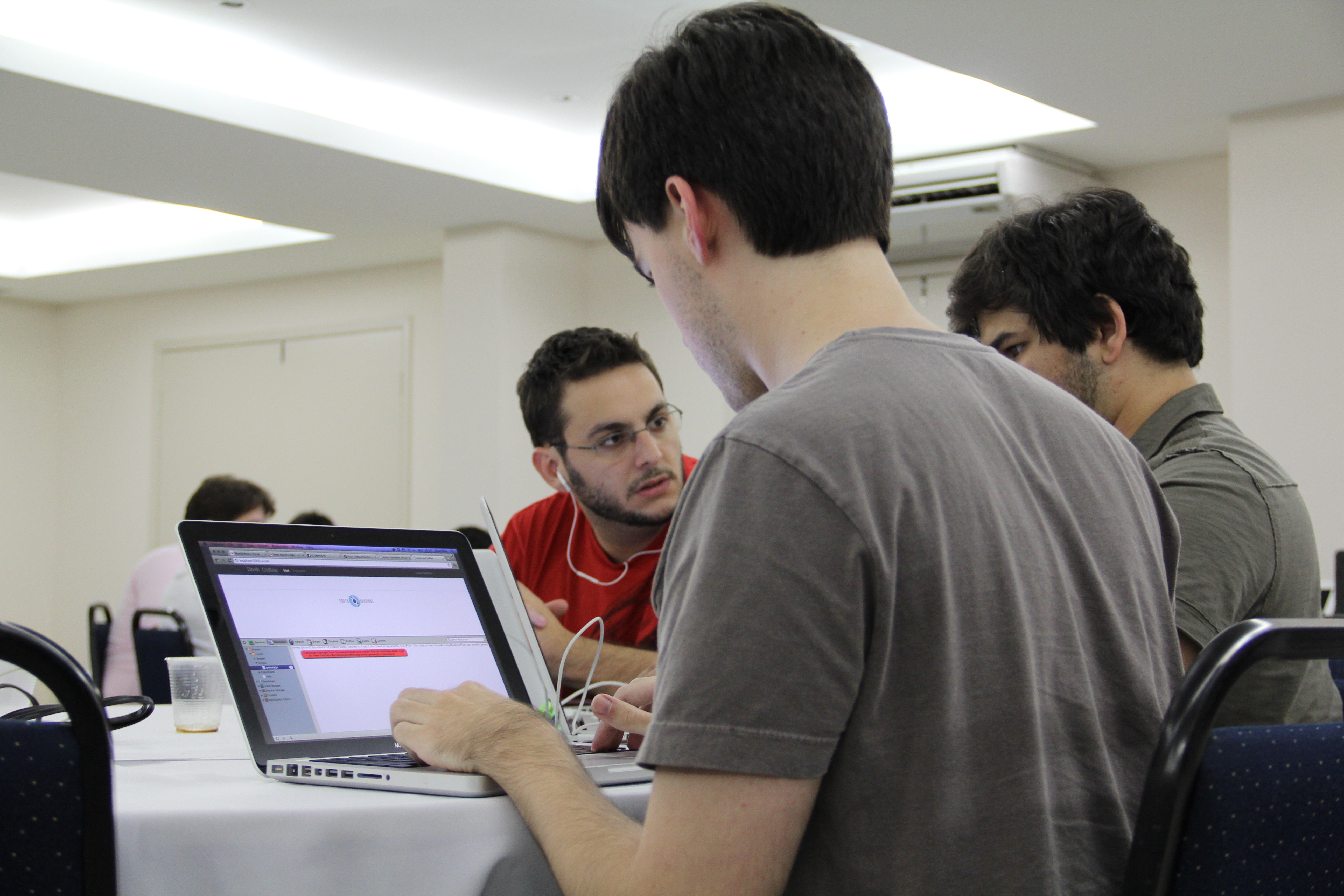

منافسة نهاية الاسبوع للشركات الناشئة هي فعالية تجري بآخر 54 ساعة من الأسبوع، وخلالها يلتقي مجموعات من المطورين، ومديري الأعمال، ورواد الأعمال، وخبراء التسويق، والمصممين وغيرهم من أصحاب أفكار الشركات الناشئة الجديدة ليشكلوا فرق حول أفكار مشاريع، والعمل على تطوير نماذج عملها، أو عرض تقديمي حولها يقدم بنهاية الفعالية. نمت منافسة نهاية الاسبوع وتحولت إلى منظمة ذات وجود عالمي حـتى أنها في يوليو 2015 وصلت إلى 135 بلدا، وشارك فيها أكثر من 210.000 من رواد الأعمال  

## تأريخ المسابقة
تأسست المنافسة في يوليو 2007 في بولدر بولاية كولورادو بواسطة أندرو هايد ، حيث جلبت  70 من رواد الأعمال في محاولة لإنشاء شركة خلال 54 ساعة فقط. سرعان ما توسع النموذج إلى العديد من المدن في أنحاء العالم. وفي يناير 2010، قام كل من مارك ناغر وكلينت نيلسن بتسجيل المنظمة كمنظمة غير هادفة للربح، ونقلاها إلى سياتل. ومنذ الاستحواذ، نظمت المنظمة ما يقرب من 80 فعالية في الولايات المتحدة الأمريكية وإنجلترا وألمانيا وكندا. في فبراير 2010، انضم فرانك نويرغات كمدير مشارك ومدير فني. في خريف عام 2010، حصلت على تصنيف أهلها للحصول على منحة من مؤسسة كوفمان. بحلول ديسمبر كانون الأول عام 2010، كانت المنظمة تحوي على  8 موظفين بدوام كامل، وأكثر من 15 من 'الميسرين، وأكثر من 100 من المنظمين المحليين. في عام 2011، أطلقت مبادرة مؤسسة الشركات الناشئة بالشراكة مع مؤسسة يوينغ ماريون كوفمان. في يونيو 2012 افتتحت المنظمة أولى مكاتبها الإقليمية في لندن ومكسيكو سيتي.

## نموذج الفعالية
تمتد منافسة نهاية الأسبوع خلال عطلة نهاية الأسبوع (حوالي 54 ساعة)، وتتكون عادة من 60-120 مشارك (في بعض الفعاليات الماضية بلغ متوسط المشاركين 13- 300 +). بالإضافة إلى الحضور (المعروفون باسم "محاربو نهاية الأسبوع)، الحدث يستقطب متحدثين ومدربين ومحاضرين (عادة من الأسماء التي تحظى باحترام المجتمع المحلي من رجال الأعمال أو أسماء بارزة في صناعة التكنولوجيا)، والعديد من الجهات الراعية وممثلي الشركات. تقوم عدد من الفرق بالعمل معا حتى بعد انتهاء فعالية المسابقة لبناء شركات ناشئة حقيقية بينما تستلهم الفرق الأخرى التجربة والإستفادة منها.

## المعركة العالمية للشركات الناشئة
أطلقت منافسة نهاية الاسبوع للشركات الناشئة حدث المعركة العالمية  للشركات الناشئة في عام 2011 خلال الأسبوع العالمي لريادة الأعمال. شارك في معركة 2012 أكثر من  10،000مشارك و 1,200 فريق عمل، في أكثر من 100 مدينة في مختلف أنحاء العالم. تتألف المعركة العالمية للشركات الناشئة من ثلاث مراحل: أولا، يجب على الفريق الفوز في منافسة نهاية الاسبوع للشركات الناشئة المحلية. ثانيا، يجب على الفريق الفوز في مسابقة الشهرة على الفيسبوك عن طريق التصويت. أفضل 15 فرق فقط  يتأهلون للانتقال إلى المرحلة النهائية. المرحلة الأخيرة تفصلها لجنة تحكيم.

## جوائز
- في نوفمبر من العام 2012 أطلقت منافسة نهاية الأسبوع للشركات الناشئة أطلقت الدورة الثانية من فعالية المعركة العالمية للشركات الناشئة [7]
- في فبراير 2011 برزت المنظمة على غلاف مجلة رائد الأعمال [8]
- في سبتمبر 2010 حصلت المنظمة على منحة مالية من مؤسسة كوفمان -المؤسسة الكبرى عالميا في مجال دعم ريادة الأعمال [9]
- في نوفمبر 2010 أدرجت المنظمة في قائمة فوربس - أسماء يجب معرفتها في 2011 [10]

## وصلات خارجية
- الموقع الرسمي